# Jógvan Fríðriksson

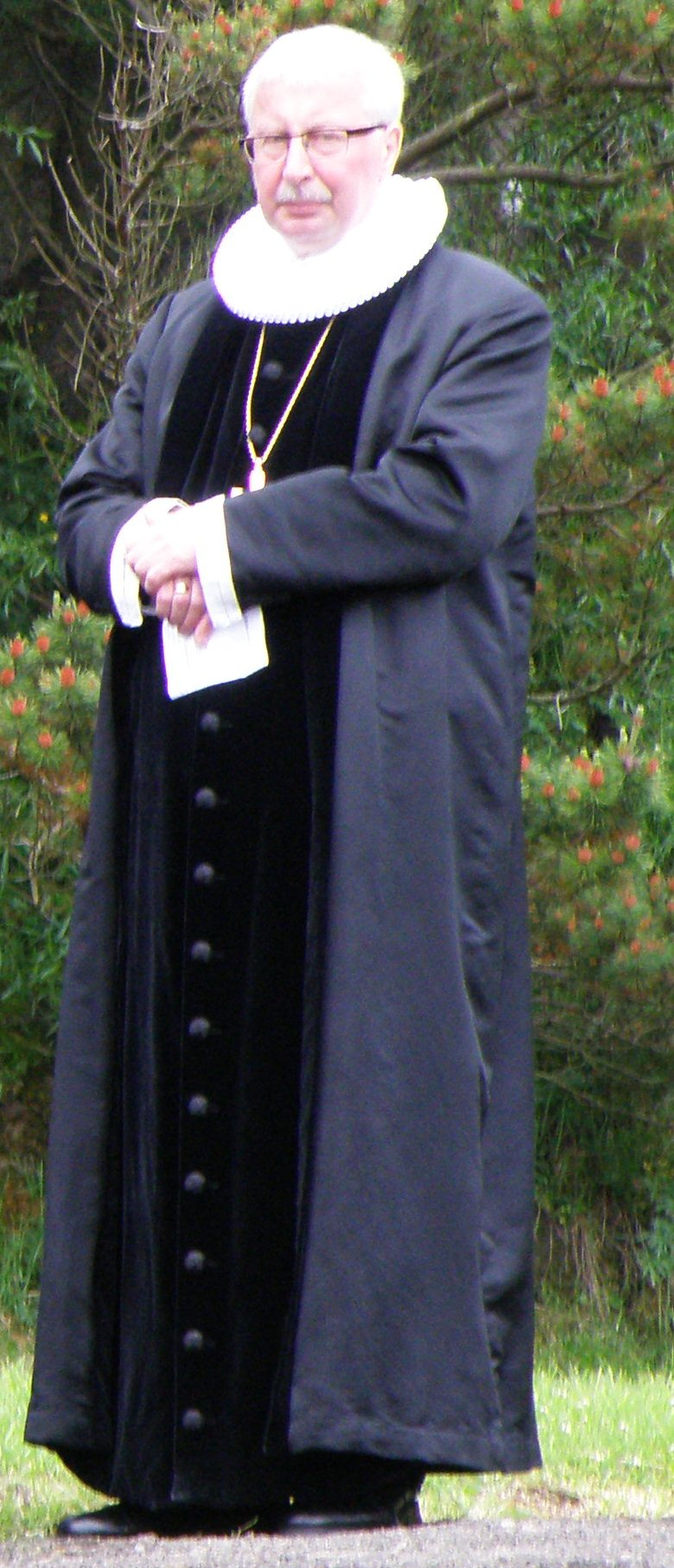
Jógvan Fríðriksson, 2010

Jógvan Fríðriksson [ˈjɛgvan ˈfrʊirɪksɔn] (* 19. Februar 1957 in Strendur, Färöer) ist der erste Bischof, der in der Volkskirche der Färöer seit ihrer Unabhängigkeit von der dänischen Volkskirche 2007 geweiht wurde.
Jógvan Fríðriksson fuhr in jungen Jahren zur See. 1985 bestand er an der Universität Århus sein theologisches Examen. Ab 1986 war er Pfarrer der damals dänischen Volkskirche. 1992–2007 war er Gemeindepfarrer in Innan Glyvur und zuständig für die Kirchen von Skáli, Strendur, Selatrað und Oyndarfjørður (Pfarrbezirk Sjóvar prestagjald auf Eysturoy). Nach der Übernahme der Volkskirche durch die Landesregierung der Färöer am 29. Juli 2007 (zur Ólavsøka) wurde auf den Färöern ein neuer Bischof gesucht. Am 3. Oktober kam es zur Wahl zwischen fünf Kandidaten. Bei der Stichwahl am 31. Oktober konnte sich Fríðriksson durchsetzen. 
Am 25. November 2007 wurde er in Anwesenheit mehrerer ausländischer Bischöfe in der Tórshavner Domkirche geweiht und trat sein Amt am 1. Dezember an. Bei der Bischofsweihe rezitierten die Bischöfe aus Grönland, Island, Norwegen und Finnland Bibelverse in ihren jeweiligen Landessprachen.
Fríðriksson gilt als konservativer Geistlicher. 

## Schriften (Auswahl)
- Kertur loga stillar løtur. Sørvágur 2012, ISBN 9991833609.
- Ljós um lond og niðu. 2013, ISBN 9991833854.
- Fevnandi er frelsari mín. 2015, ISBN 9991834621.